# 江戸の六上水
江戸の六上水（えどのろくじょうすい）は、江戸時代に江戸市中へ水を供給するために開削された、6つの主要な上水道の総称。

## 概要
江戸の都市拡大に伴って増大した水需要への対応は江戸幕府にとって急務であった。しかし、特に城下の東南側の低地は湿地帯を埋立て造られた土地であり、井戸を掘っても海水が混じり、良水は得られなかったため、上水道の建設は必須となっていた。上水の建設は、徳川家康が関東へ封じられた1590年（天正18年）の小石川上水（後の神田上水）開削から始まり、玉川上水の完成を経て、さらに1657年（明暦3年）の大火後、江戸市中の拡大によって、四上水が加わり、計6つの上水道が存在した。これを江戸の六上水といった。
- 神田上水
- 玉川上水
- 本所上水（亀有上水）
- 青山上水
- 三田上水（三田用水）
- 千川上水

しかし、江戸時代を通じて使用されたのは神田上水と玉川上水の両上水に限られ、他の四上水は、1722年（享保7年）に突如一斉に廃止された。廃止の理由は「中興より懸り候故（改修に金がかかるため）」（『享保撰要類集』）とあり、本所上水のみ「殊に水も不参候故（水が来ない）」と付け足しされている。本所上水については以前から水量不足についての指摘がなされていたが、他の三上水については詳しい理由がない。この四上水の廃止は儒学者の室鳩巣が幕府に上申したためとされている。この建議については、室鳩巣の意見書を集成した『献可録』によって、内容をうかがい知ることができる。

要すると、上水の存在が市中の大火災の遠因になっている、との説である。しかし江戸時代を通じて江戸の街は何度も大火に見舞われたが、上水が火災の原因には到底なり得ず、根拠のない意見書である。
この時期は第8代将軍の徳川吉宗が主導した享保の改革が行われており、幕府の財政難を解消するために積極的な新田開発が進められていた。玉川上水は、特に幕府直轄領が多かった武蔵野地方の新田の用水路として分水が相次いで開削されており、そのため玉川上水の分水であった青山・三田・千川の三上水の給水量が減少していた事実があったことが知られている。幕府は政策の断行のために事業を整理する必要があり、建前として根拠の無い室鳩巣の建議を持ち出したに過ぎないと考えられている。